# Themesgrund
Themesgrund war eine von 1998 bis 2001 existierende kurzlebige Gemeinde im Amt Schönewalde (Landkreis Elbe-Elster, Brandenburg). Sie war ein Zusammenschluss der vier ursprünglich selbständigen Gemeinden Berndorf, Dubro, Grassau und Jeßnigk. 2001 schloss sie sich mit drei anderen Gemeinden zur Stadt Schönewalde zusammen und wurde aufgelöst. Sie hatte Ende 2000 1201 Einwohner.

## Geographische Lage
Themesgrund bildete den südlichen Abschluss der Gebiete des Vorfläming im Altkreis Herzberg und grenzte im Norden an die Stadt Schönewalde, die Gemeinde Heideeck und die Gemeinde Wildberg, im Osten an die Gemeinden Werchau, Schlieben und Kolochau (alle Amt Schlieben) und die Gemeinde Polzen (Amt Herzberg (Elster)), im Süden an die Stadt Herzberg (Elster) und die Gemeinde Borken (ebenfalls Amt Herzberg (Elster)).

## Geschichte
1992 schlossen sich die Gemeinden Bernsdorf, Dubro, Grassau und Jeßnigk zusammen mit sieben anderen Gemeinden zum Amt Schönewalde zusammen. Zum 31. Dezember 1998 schlossen sich die Gemeinden Bernsdorf, Dubro, Grassau und Jeßnigk zur neuen Gemeinde Themesgrund zusammen. Zum 31. Dezember 2001 schlossen sich die Gemeinden Heideeck, Themesgrund, Wildberg und die Stadt Schönewalde zur neuen Stadt Schönewalde zusammen. Das Amt Schönewalde wurde ebenfalls zum 31. Dezember 2001 aufgelöst, die Stadt Schönewalde wurde amtsfrei. Die Gemeinde Themesgrund wurde wieder aufgelöst. Die vier beteiligten Gemeinden sind heute Ortsteile der Stadt Schönewalde.

## Bürgermeister
In der kurzen Zeit des Bestehens der Gemeinde Themesgrund war Helmut Danneberg ehrenamtlicher Bürgermeister.

## Belege
1. ↑  Landesbetrieb für Datenverarbeitung und Statistik Land Brandenburg Historisches Gemeindeverzeichnis des Landes Brandenburg 1875 bis 2005 19.4 Landkreis Elbe-Elster PDF
2. ↑  Bildung des Amtes Schönewalde. Bekanntmachung des Ministers des Innern vom 26. August 1992. Amtsblatt für Brandenburg - Gemeinsames Ministerialblatt für das Land Brandenburg, 3. Jahrgang, Nummer 91, 30. November 1992, S. 2066.
3. ↑  Bildung der neuen Gemeinde Themesgrund. Bekanntmachung des Ministeriums des Innern vom 21. Dezember 1998. Amtsblatt für Brandenburg - Gemeinsames Ministerialblatt für das Land Brandenburg, 10. Jahrgang, Nummer 5, 9. Februar 1999, S. 71.
4. ↑  Bildung einer neuen Stadt Schönewalde. Bekanntmachung des Ministeriums des Innern vom 13. November 2001. Amtsblatt für Brandenburg Gemeinsames Ministerialblatt für das Land Brandenburg, 12. Jahrgang, 2001, Nummer 49, Potsdam, den 5. Dezember 2001, S. 831/2 PDF
5. ↑  Hauptsatzung der Stadt Schönewalde vom 28. September 2016 DOC-Datei
6. ↑  Neujahrsempfang 10. Januar 2012 (zum 10-jährigen Gründungsjubiläum der amtsfreien Stadt Schönewalde) PDF (Memento vom 1. Dezember 2015 im Internet Archive)